# 世界一周飛行
世界一周飛行（せかいいっしゅうひこう）とは、航空機によって世界を一周する飛行のことである。
「世界一周」は対象になる物事により定義が異なるが、この場合の定義、「全子午線を横切り同一地点に戻って来るもの」であると思われる。最近はこれに「その行程が3万km以上のもの」が加わっているかもしれない（南極点・北極点の近くを一回りするだけでも一周と解釈できるため）。
以下はその主な初回記録である。

## 飛行機

### 世界一周飛行
1924年4月4日 - 9月28日

米陸軍がダグラス DWC4機編隊で挑戦し、各地で補給と整備を繰り返しながら2機が成功した。

### 単独世界一周飛行
1933年7月14日 - 7月22日

ウィリー・ポストがロッキード ヴェガで行った。

飛行経路：ニューヨーク－ベルリン－モスクワ－イルクーツク－アラスカ－ニューヨーク

飛行距離：25,100km、総時間：7日間19時間。

### 無着陸世界一周飛行
1949年2月26日 - 3月2日

米空軍第43爆撃飛行隊のジェームズG.ギャラガー大尉ら14人によってB-50A爆撃機「ラッキーレディ・ツー」で行われた。途中4回の空中給油を受けながら行った。

出発／帰着地：アメリカのテキサス州カーズウェル空軍基地

飛行距離37,742km、飛行時間：94時間1分。

### 無着陸無給油世界一周飛行
1986年12月14日 - 12月23日

ジーナ・イェーガーとディック・ルータンがルータン ボイジャーにより行った。

同機は機体の前後にエンジンとプロペラを持つもので、バート・ルータンが設計した。

出発／帰着地：アメリカのエドワーズ空軍基地

飛行距離：40,244km、飛行時間：9日4分。

### 無着陸無給油単独世界一周飛行
2005年2月28日 - 3月3日

スティーヴ・フォセットがヴァージン・アトランティック・グローバルフライヤーにより行う。

同機は単発のジェット機でバート・ルータンが設計した。

### 飛行艇による世界一周飛行
1932年7月21日 - 11月10日

ヴォルフガング・フォン・グロナウら4人がドルニエ・ワール飛行艇で111日をかけて行う。

出発／帰着地：ドイツ

## ヘリコプター

### 世界一周飛行
1982年9月1日 - 1982年9月30日

ロス・ペローとジェイ・コパーンによりベル206Lを使って行われた。

### 単独世界一周飛行
1982年8月5日 - 1983年7月22日

ディック・スミス（Dick Smith）によりベル206Bを使って行われた。

## 気球

### 無着陸世界一周飛行
1999年3月1日 - 3月20日
パイロットのスイス人ベルトラン・ピカール（Bertrand Piccard）とクルーの英国人ブライアン・ジョーンズ（ローリング・ストーンズの元メンバー、ブライアン・ジョーンズとは別人） がブライトリング オービター 3に搭乗して達成した。
飛行距離：40,879km、飛行時間：19日21時間55分。

### 単独無着陸世界一周
2002年6月19日 - 7月2日
スティーヴ・フォセットがCameron Balloons R-550型のロジェ気球（登録記号N277SF）によって達成。オーストラリア発着。320時間33分間。自由気球による最速世界一周でもあった。

## 飛行船

### 世界一周飛行
1927年8月8日 - 8月29日
飛行船LZ 127 グラーフツェッペリン（LZ127 Graf Zeppelin）による。
公式な飛行経路はレイクハースト（アメリカ、ニュージャージー州）- フリードリヒスハーフェン（ドイツ） - 東京 - ロサンゼルス - レイクハースト。
飛行距離：32,790km、実飛行時間：288時間11分、総時間：21日7時間33分。
実際の全行程は、フリードリヒスハーフェンから出発し上記飛行をした後フリードリヒスハーフェンに戻るものであり、その全飛行距離は49,618kmであった。